# Cerrito de los Hernández
Cerrito de los Hernández är en ort i Mexiko.   Den ligger i kommunen San Felipe och delstaten Guanajuato, i den centrala delen av landet, 300 km nordväst om huvudstaden Mexico City. Cerrito de los Hernández ligger 2 008 meter över havet och antalet invånare är 322.
Terrängen runt Cerrito de los Hernández är platt åt nordost, men åt sydväst är den kuperad. Runt Cerrito de los Hernández är det ganska tätbefolkat, med 93 invånare per kvadratkilometer. Närmaste större samhälle är San Felipe, 19,3 km nordväst om Cerrito de los Hernández. Trakten runt Cerrito de los Hernández består i huvudsak av gräsmarker.